# Podhale Nowy Targ
Podhale Nowy Targ (offiziell Klub Sportowy Podhale Nowy Targ Spółka Akcyjna) ist ein polnischer Eishockeyclub aus Nowy Targ. Der im Jahr 1932 gegründete Verein ist mit 19 gewonnenen Meisterschaften der erfolgreichste Club Polens und polnischer Rekordmeister. Seit 2013 spielt er wieder in der Ekstraliga.

## Geschichte
Podhale Nowy Targ wurde 1932 gegründet. Nachdem sie in ihren ersten drei Jahrzehnten keinen Titel gewinnen konnte, dominiert die Mannschaft seit Mitte der 1960er Jahre das polnische Eishockey und konnte insgesamt 19 Mal die nationale Meisterschaft gewinnen, womit sie Rekordmeister des Landes ist. Zudem gewann sie in den Jahren 2004 und 2005 jeweils den polnischen Pokalwettbewerb. Auf europäischer Ebene vertrat Nowy Targ mehrfach die polnischen Landesfarben im IIHF Continental Cup. Bei ihrer einzigen Teilnahme an der Länder übergreifenden Interliga gewannen sie diese in der Saison 2003/04. In der Saison 2011/12 wurde Podhale Letzter im Rundenspielbetrieb und verlor anschließend auch das entscheidende Play-down-Spiel gegen den KS Toruń und stieg somit aus der Ekstraliga ab. 2013 gelang der Wiederaufstieg in die Ekstraliga. Am 2. Dezember 2013 leitete das Lizenzierungskomitee des Polnischen Eishockey-Verbandes ein Verfahren gegen den Verein ein, mit dem Ziel des Lizenzentzuges, da Zahlungen an den Verband nicht geleistet worden seien. Die Mannschaft konnte zwar letztlich die Saison zu Ende spielen, verlor aber ihre besten Spieler an andere Vereine, mit der Folge, dass sie am Saisonende Tabellenletzter wurde. Aufgrund des finanziell bedingten Rückzugs des KTH Krynica konnte Podhale Nowy Targ jedoch dem Abstieg in die zweitklassige I liga entgehen. Im Folgejahr konsolidierte sich Podhale und schloss die Saison als Dritter ab.
2015 wurde der Club in eine Aktiengesellschaft (Spółka Akcyjna) überführt.

## Erfolge
- Polnischer Meister: 1966, 1969, 1971, 1972, 1973, 1974, 1975, 1976, 1977, 1978, 1979, 1987, 1993, 1994, 1995, 1996, 1997, 2007, 2010.
- Polnischer Pokalsieger: 2004, 2005
- Interliga Meister: 2004